# Muckle Skerry
Muckle Skerry är en ö och fyrplats i Storbritannien.   Den ligger i kommunen Orkneyöarna och riksdelen Skottland. Det är den största ön i Pentland Skerries.
Terrängen på Muckle Skerry är mycket platt. Öns högsta punkt är 21 meter över havet. Den sträcker sig 0,6 kilometer i nord-sydlig riktning, och 1,1 kilometer i öst-västlig riktning.